# 賀川肇
賀川 肇（かがわ はじめ）は、幕末の千種家家臣。

## 略歴
千種有文に仕え、千種家雑掌を務めた。京都所司代酒井忠義の家臣三浦七兵衛と親交があり、和宮降嫁に協力して有文との間を取り持った。これらのことが尊攘派に恨まれ、文久3年（1863年）1月28日、伊舟城源一郎らに自邸を襲撃され、殺害された。その3日後、遺体のうち首級は将軍後見職として上洛していた徳川慶喜の宿舎東本願寺に、腕は千種邸と岩倉具視邸へと送られ、公武合体派への脅迫に利用された。